# 四日市あすなろう鉄道八王子線
八王子線（はちおうじせん）は、三重県四日市市の日永駅から西日野駅までを結ぶ、四日市あすなろう鉄道が運営する鉄道路線である。
かつては路線名の通り伊勢八王子駅を終点としていたが、1974年（昭和49年）の豪雨被害により1976年（昭和51年）に末端区間が廃止されて以降は1駅間のみの路線となっている。

## 概要
軽便鉄道として建設され、現在でも当時のままの軌間762 mmの特殊狭軌線となっている。日永駅で内部線に接続し、全列車があすなろう四日市駅へ直通する。
1965年（昭和40年）4月から近畿日本鉄道（近鉄）が運営していたが、2015年（平成27年）4月より、四日市市が第三種鉄道事業者として鉄道施設と車両を所有し、新たに近鉄と四日市市が共同で出資して設立した四日市あすなろう鉄道が第二種鉄道事業者として鉄道施設と車両を借用して運営している（経緯は「四日市あすなろう鉄道#会社設立の経緯」も参照）。
近鉄時代はプリペイド式乗車カードであるパールカード（2008年で販売終了）により自動券売機で乗車券の購入ができたが、四日市あすなろう鉄道移管後は券売機が食券型に変更されたため使用できなくなった。以来、当路線ではICカードを含む乗車カードは一切使用できなかったが、2021年（令和3年）8月21日にICOCAが導入され、同時に交通系ICカード全国相互利用サービス対応のTOICAやmanaca、PiTaPaなどが利用可能となった。

### 路線データ
- 路線距離（営業キロ）：1.3 km
- 軌間：762 mm
- 駅数：2駅（起終点駅含む）
- 複線区間：なし（全線単線）
- 電化区間：全線電化（直流750 V）
- 閉塞方式：自動閉塞式
- 最高速度：45 km/h[1]
- IC乗車カード対応区間：
  - ICOCAエリア：全線

## 歴史

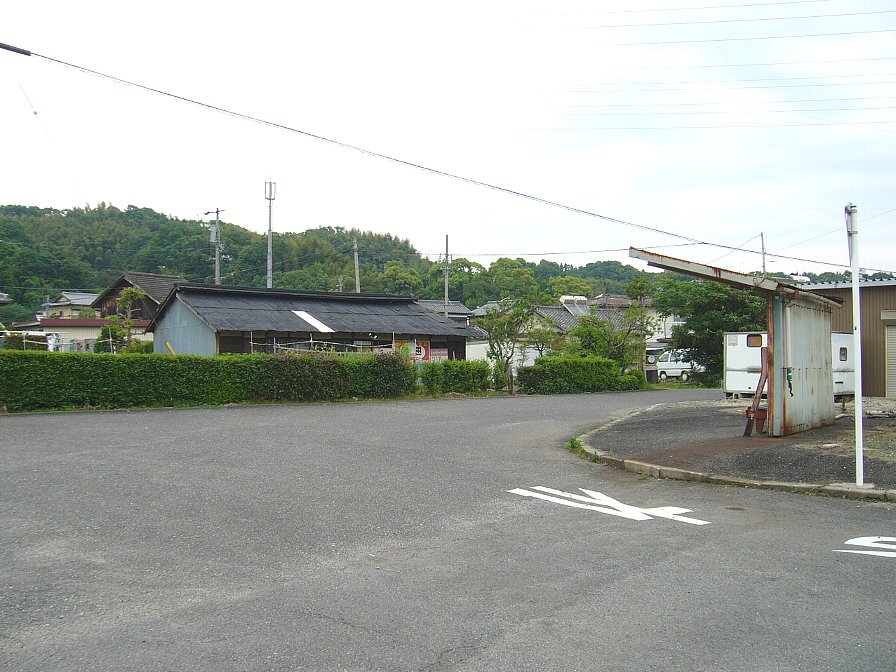
伊勢八王子駅跡（2006年5月）

路線名の「八王子」は、かつての終点伊勢八王子駅に由来する。1912年（大正元年）に三重軌道が軌道条例による軌道として日永駅 - 八王子村駅間を開業した。現在、あすなろう四日市駅 - 日永駅間は内部線となっており、八王子線は支線的な存在になっているが、開業自体は八王子線の方が早く、内部線は鈴鹿支線と呼称していた。以後、三重鉄道への移管による軽便鉄道法に基づく軽便鉄道への転換、1944年（昭和19年）の三重交通への統合、三重電気鉄道を経て、1965年（昭和40年）に近畿日本鉄道への吸収合併で同社の路線となった。
三重電気鉄道時代の1964年に廃止申請書を運輸省（現・国土交通省）に提出するなど、採算性の問題から廃止論議があったが、先送りされた状態が続いていた。
しかし1974年（昭和49年）に並行する天白川の集中豪雨による水害で日永駅 - 伊勢八王子駅間が休止となり、1976年（昭和51年）に日永駅 - 西日野駅間（西日野駅駅舎移転復旧）は復旧したものの、西日野駅 - 伊勢八王子駅間1.6kmは廃止された。
2012年には、近鉄が四日市市などにバス転換（BRT化）を提案した。これに対し四日市市が鉄道による存続を望み、2013年に公有民営方式で存続することで合意。2015年から四日市市が第三種鉄道事業者として鉄道施設や車両を保有し、新会社四日市あすなろう鉄道が第二種鉄道事業者としてそれらを同市から借用して運営することになった（「四日市あすなろう鉄道#会社設立の経緯」も参照）。

### 年表
- 1911年（明治44年）12月28日：三重軌道が設立。
- 1912年（大正元年）8月14日：三重軌道が日永駅 - 八王子村駅（後の伊勢八王子駅）間を開業。
- 1916年（大正5年）
  - 7月19日：三重鉄道が設立。
  - 12月1日：軌道条例に基づく三重軌道の路線を廃止し、三重鉄道が軽便鉄道法に基づく軽便鉄道として日永駅 - 八王子村駅間を開業。日永駅 - 西日野駅間に東日野駅開業[7]。
- 1917年（大正6年）4月15日：西日野駅 - 室山駅間の四郷役場前駅廃止[8]。
- 1928年（昭和3年）：ガソリン動車のシハ31形（日本車輌製造製）使用開始。旅客列車の高頻度運行を実施。
- 1930年（昭和5年）：この年までに八王子村駅を伊勢八王子駅に改称。
- 1931年（昭和6年）
  - 3月1日：三重鉄道が四日市鉄道を吸収合併する。
  - 7月10日：西日野駅 - 室山駅間に清水橋駅開業。
- 1944年（昭和19年）2月11日：三重鉄道ほか6社が合併し三重交通が発足。内部線・湯の山線と合わせて三重線となる。
- 1948年（昭和23年）9月10日：日永駅 - 伊勢八王子駅間が電化。
- 1952年（昭和27年）：この年までに日永駅 - 西日野駅間の東日野駅、西日野駅 - 室山駅間の清水橋駅休止。
- 1959年（昭和34年）：架線電圧を600 Vから750 Vに昇圧。
- 1964年（昭和39年）2月1日：三重交通が鉄道事業を三重電気鉄道に分離譲渡。
- 1965年（昭和40年）4月1日：近畿日本鉄道が三重電気鉄道を合併。
- 1969年（昭和44年）5月15日：休止中の東日野駅・清水橋駅廃止。
- 1974年（昭和49年）7月25日：日永駅 - 伊勢八王子駅間が集中豪雨で不通となり休止に。
- 1976年（昭和51年）4月1日：西日野駅移転復旧。日永駅 - 西日野駅間運行再開。休止中の西日野駅 - 伊勢八王子駅間廃止。
- 1989年（平成元年）6月1日：ワンマン運転開始。
- 2012年（平成24年）
  - 6月29日：四日市市議会が内部線・八王子線の存続を求めるために特別委員会として総合交通政策調査特別委員会を設置する[9]。
  - 8月21日：近鉄が地元住民との会談で内部線と八王子線の鉄路を廃止し、跡地をバス専用道路にしてバスによる運用に転換する方針を発表[10]。
- 2013年（平成25年）9月27日：近鉄と四日市市が内部線と八王子線を公有民営方式で存続することで合意[11][6]。
- 2014年（平成26年）3月27日：四日市あすなろう鉄道が設立[2]。
- 2015年（平成27年）4月1日：四日市あすなろう鉄道が八王子線の運営を開始[2][12]。
- 2021年（令和3年）8月21日：全線で「ICOCA」などの全国相互利用サービスに対応した交通系ICカードが利用可能となる[3][4]。

## 運行形態
全列車が各駅に停車する普通列車で、あすなろう四日市駅 - 日永駅 - 西日野駅間を直通する列車が毎時2本運行されている。八王子線内は日永駅構内も含めて交換設備がなく、1閉塞での運転を行っている。
日永駅では、西日野発のあすなろう四日市行きが内部行きと、内部発のあすなろう四日市行きが西日野行きと連絡しており、基本的にすべての列車が系統別の接続を行う。従って日永駅での、西日野駅と南日永駅以南との乗り換え時間ロスはほとんどない。
全列車が都市型ワンマン運転（無人駅でも全車両の全扉を開閉）を行っている。
なお、大晦日から元旦にかけての終夜運転は、近鉄時代から当線では実施されていない。

## 使用車両

### 現在の車両

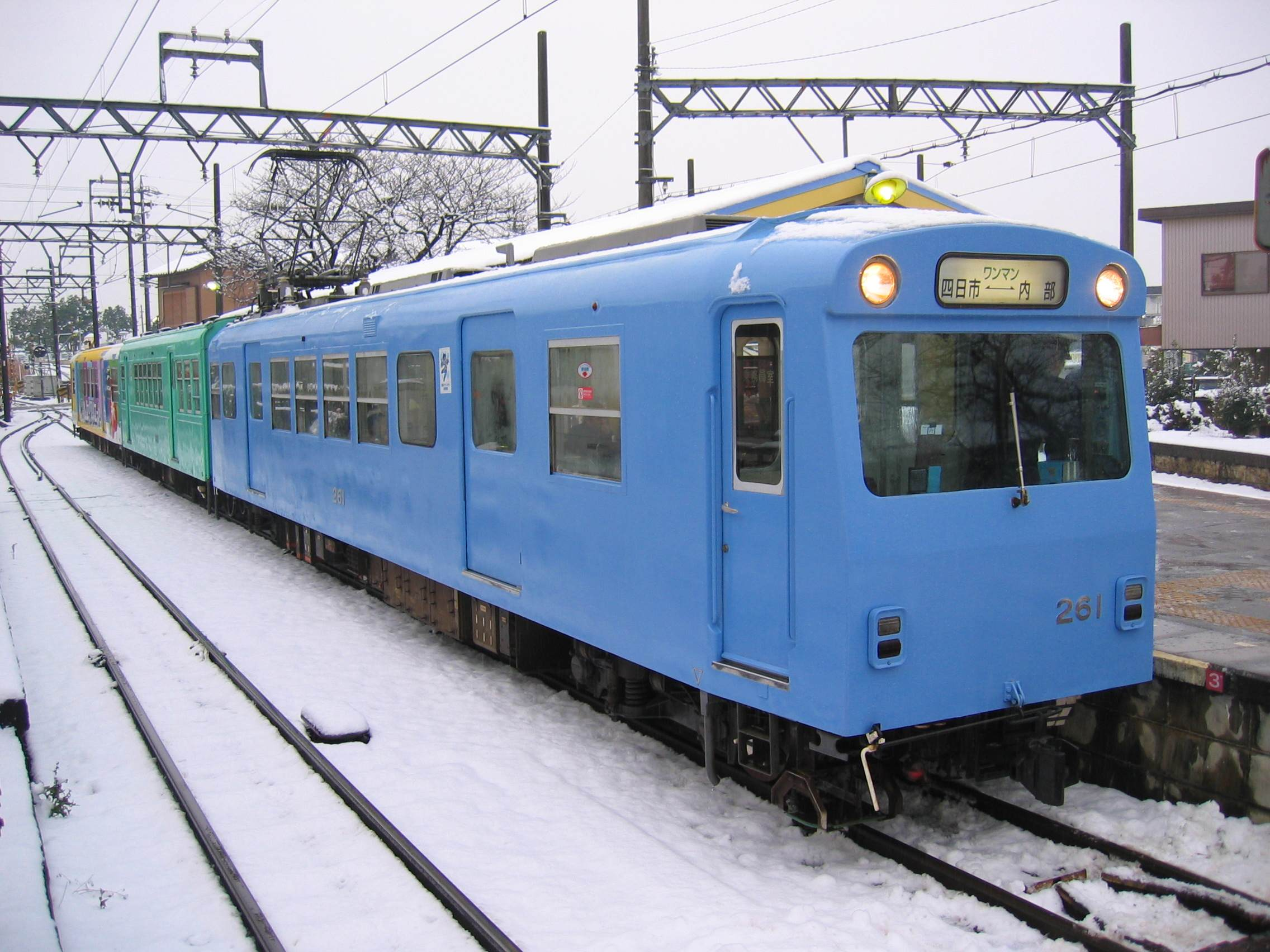
260系電車

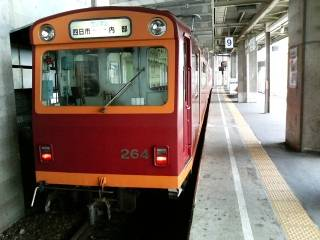
近鉄四日市（現・あすなろう四日市）停車中の260系（2005年7月16日）

- 260系

### 過去の車両
- 三重軌道1形蒸気機関車
- 四日市鉄道1形蒸気機関車
- サ331形
- サ351形
- サ311形
- サ321形
- 51形
- 四日市鉄道デ21形
- ナ111形・ナ121形
- ナ131形
- ナ141形
- ナ151形
- モニ210形・モ240形
- モニ220形
- モ230形・サ120形・サニ110形
- サ100形・サ150形
- モ4400形
- サ2000形
- ク110形・サ120形
- サ120形

## 施設

### 線形
日永駅の八王子線ホームは半径100m急曲線（四日市あすなろう鉄道の最急曲線箇所）の外側にあることから、車長の長いモ260・ク160形電車はホームとの接触を避けるため車端部の車体幅を絞った構体形状となっている。最急勾配は25パーミル。

### 軌道
使用されている軌条（レール）は、過去には軽便鉄道規格の古典的な15kと22kレール（それぞれ1m当たり15kg・20kg）が使用されていた。現在ではレールの重軌条化が進み、本線では40N・50Nレールに統一された。マクラギは、軌間が特殊なことからPCマクラギは用いられておらず、大半が木マクラギである。

### 車庫
内部駅構内に両線供用の「近鉄車両課富吉検車区内部車庫」がある。

### 電路設備
架線はシンプルカテナリー方式で、電柱は、木柱からコンクリート柱への更新工事が進行中である。架線自動張力調整装置（テンションバランサー）は一部区間について設置されている。

### 信号・連動装置・CTC
常置信号機として、場内信号機・出発信号機と中継信号機（日永駅のみ）が設けられている。信号機は、3位式2現示（注意：Y、停止：R）が採用されている。
列車集中制御装置 (CTC) が導入され、あすなろう四日市駅において全駅の信号制御および電気転轍機の制御が可能となっている。情報伝送はメタルケーブルを使用する。

### ATS
多変周式・連続照査型の「近鉄型ATS」を採用している。地上子は通常2本のレールの間に設置するが、四日市あすなろう鉄道は軌間が狭いため、設置してしまうと、上り電車用と下り電車用の位置のずれが短くなり、誤作動する恐れがある。このため地上子は2本のレールの外側（進行方向に向かって右側）にあり、大変珍しいスタイルとなっている。急曲線部分・急勾配部分の速度制限箇所の一部には速度超過防止用ATSが備えられている。

### 踏切
第1種踏切（警報機・遮断機付き）4か所の踏切がある。第3種踏切（警報機のみ）・第4種踏切（警報機・遮断機共なし）はなく、全踏切で自動化されており、あすなろう四日市駅にて、四日市あすなろう鉄道線全線の踏切の集中監視を行っている。

## 駅一覧
全駅三重県四日市市に所在。

### 営業中の区間
普通列車のみ運転、全列車が各駅に停車する。
| 駅名                            | 駅間キロ | 営業キロ | 乗降人員 -2008年- | 乗降人員 -2023年- | 接続路線                             |
| ------------------------------- | -------- | -------- | ----------------- | ----------------- | ------------------------------------ |
| 日永駅 （あすなろう中央緑地駅） | -        | 0.0      | 930人/日          | 857人/日          | 四日市あすなろう鉄道：内部線（直通） |
| 西日野駅                        | 1.3      | 1.3      | 2,565人/日        | 1,960人/日        |                                      |

日永駅は八王子線の列車同士の交換ができない（内部線列車と八王子線列車は交換可能）無人駅で、西日野駅は列車交換のできない無人駅である。

### 廃駅
廃止区間の駅は次節を参照。
- 東日野駅：日永駅 - 西日野駅間、1969年5月15日廃止。

### 廃止区間
西日野駅 - 清水橋駅 - 四郷役場前駅 - 室山駅 - 伊勢八王子駅
- 清水橋駅は1961廃止。
- 四郷役場前駅は1917年廃止。